# روز لامبرت
روز لامبرت (بالإنجليزية: Rose Lambert) هي مبشرة أمريكية، ولدت في 8 سبتمبر 1878 في مقاطعة ليهاي في الولايات المتحدة، وتوفيت في 27 ديسمبر 1974 في مقاطعة فكتوريا في الولايات المتحدة.